# Saya Gray
Saya Gray, née le 16 octobre 1995 à Toronto, est une musicienne canadienne. Depuis son lancement en 2022, elle a sorti quatre albums et EPs.

## Biographie

### Jeunesse
Saya Gray naît en 1995 et grandit dans le quartier The Beaches de Toronto au Canada,,. Elle est d'origine nippo-canadienne,,. Sa mère est la fondatrice de l'école de musique Discovery Through the Arts à Toronto,.  La famille de sa mère déménage de la préfecture de Shizuoka au Japon vers le Canada lorsque sa mère a 10 ans. Son père est un trompettiste de jazz scotto-canadien, il a étudié au Berklee College of Music,. Son frère, Lucian Gray, est guitariste et apparaît sur ses albums 19 Masters et SAYA. Il contribue également à la production et l'écriture de plusieurs de ses titres. Ayant grandi dans une famille de musiciens, Saya apprend à jouer du piano dès son plus jeune âge,,, se tournant finalement vers la basse autour de ses 10 ans.

### Carrière musicale
Saya commence à jouer de la musique dans un groupe en résidence pour une église pentecôtiste jamaïcaine. À 18 ans, elle est professeur de musique et membre du groupe Quincy Bulle. Après avoir abandonné ses études secondaires pour suivre des cours du soir, elle s'installe à Londres au Royaume-Uni à 19 ans. Elle travaille en tant que bassiste de tournée pendant plus de dix ans, notamment dans le groupe du chanteur et compositeur canadien Daniel Caesar,. Elle a également été directrice musicale pour la chanteuse américaine Willow Smith et bassiste pour le chanteur et compositeur anglais Liam Payne.
Saya commence à sortir sa propre musique en 2019. Son premier album, 19 Masters, sort le 2 juin 2022,. En 2023 et 2024, elle sort les doubles EPs QWERTY et QWERTY II,,. Son deuxième album, Saya, sort le 21 février 2025,,. Il figure sur la courte liste du Prix de musique Polaris 2025.

### Vie privée
Saya a vécu à Toronto, au Japon et au Royaume-Uni,.

## Discographie

### Albums
- 2022 : 19 Masters[3],[5],[9]
- 2025 : Saya[2],[9]

### EPs
- 2023 : QWERTY[2]
- 2024 : QWERTY II[2],[10]